# Luigi Zago

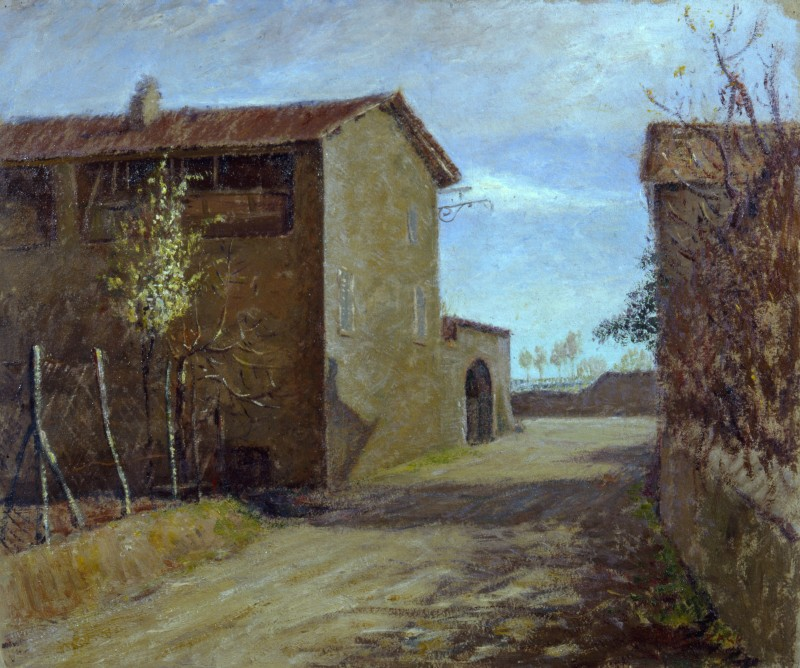
Casa al sole, 1945 ca. (Fondazione Cariplo)

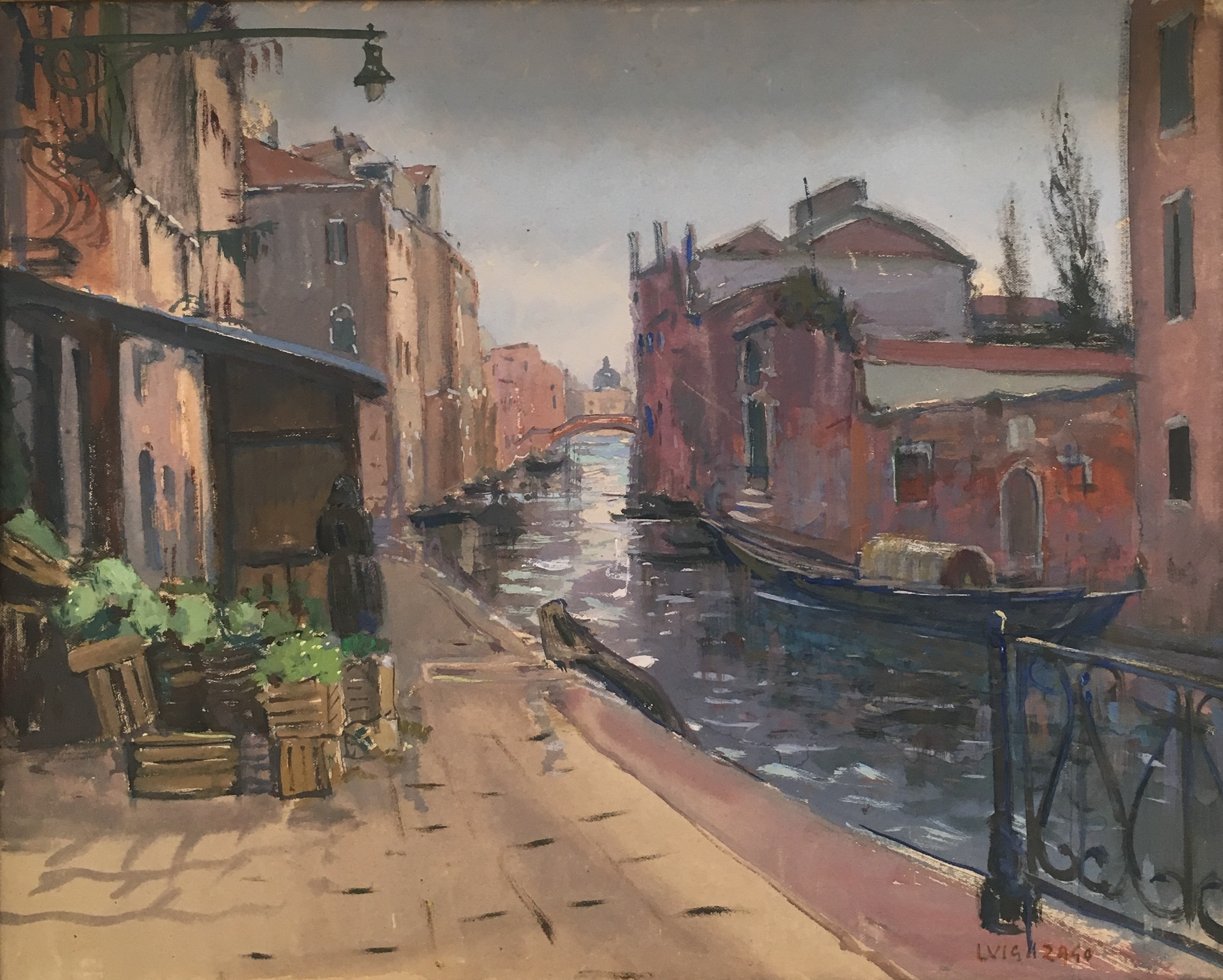
Luigi Zago, Canale di Tintoretto, olio su tavola, 40x50 cm

Luigi Zago (Villafranca di Verona, 1894 – Mendoza, 1952) è stato un pittore italiano.
(L. Zago, 1943)

## La vita e le opere
Luigi Zago iniziò a dipingere da giovanissimo come autodidatta e solo più avanti, nel 1924 fu allievo di Vettore Zanetti Zilla.
La sua passione per la pittura fu inizialmente interrotta dallo scoppio della Prima Guerra Mondiale, poiché Luigi Zago combatté come Alpino dal 1915 al 1918.
Nel 1924 ebbe luogo la sua prima esposizione al Lyceum di Milano e richiamò subito l'attenzione di critici e di artisti tra i quali Carlo Carrà. Nel 1925 raccolse i primi successi alla Biennale di Roma e continuò esponendo alla Quadriennale di Torino e in altre importanti mostre a Milano, Firenze, Bologna e Fiume.
Nel 1926, per il Centenario Francescano dipinse ottanta opere che rappresentavano i luoghi di San Francesco d'Assisi e questi dipinti, di grande valore artistico, poetico e religioso, furono pubblicati nei tre volumi dei "Santuari Francescani" di Padre Vittorino Facchinetti intitolati rispettivamente "Assisi", "La Verna nel Casentino" e "Valle Reatina".
Dipinse poi un’altra serie di cinquanta opere ispirate ai luoghi e alle atmosfere dei Promessi Sposi di Manzoni, seguendo i sentieri percorsi da Don Abbondio, le casette sparse per le campagne e le vedute di Pescarenico.
Nel 1928, decennale della Vittoria della Prima Guerra Mondiale, la Galleria Micheli di Milano lo invitò ad allestire una mostra personale nei suoi spazi con una serie di opere che avevano come soggetto i luoghi della guerra e nello stesso anno gli venne attribuito il Premio Rotary Club di Bergamo.

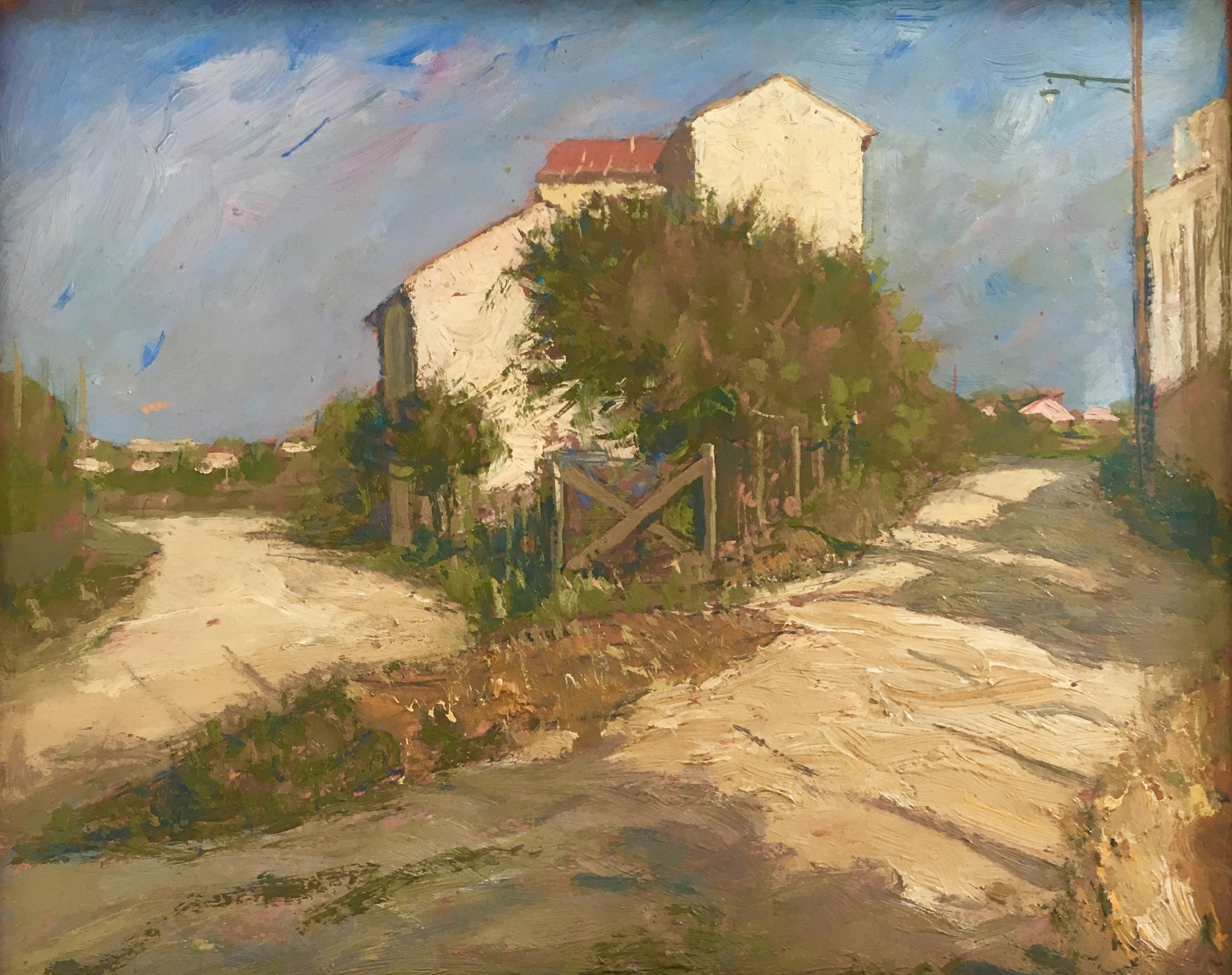
Luigi Zago, olio su tavola, 32x39 cm

Sempre nel 1928 partecipò alla Biennale di Venezia con due opere: “La Fonte” e “Finestra”.
A Roma, nel 1932, con il patrocinio del Ministero della Guerra inaugurò la sua esposizione con una serie di dipinti che avevano l’alta montagna come soggetto.
Per il ventennale della Vittoria ritornò sui luoghi nei quali aveva combattuto ripercorrendoli a piedi per vari mesi. Dipinse quindi un importante gruppo di opere che furono esposte a Milano nella “Mostra dei campi di battaglia – dal Timavo all’Adamello”. Le sue opere dipinte con passione e consapevolezza furono ben accolte dal pubblico e dalla critica che lo definì come il pittore delle visioni di pace sui luoghi di guerra.
Nel 1929 ottenne il 1º Premio alla Mostra del Paesaggio di Baveno e nel 1942 il 1º Premio alla sindacale di Milano con il quadro “Alto Lago di Como”, acquistato poi dalla Provincia di Milano.

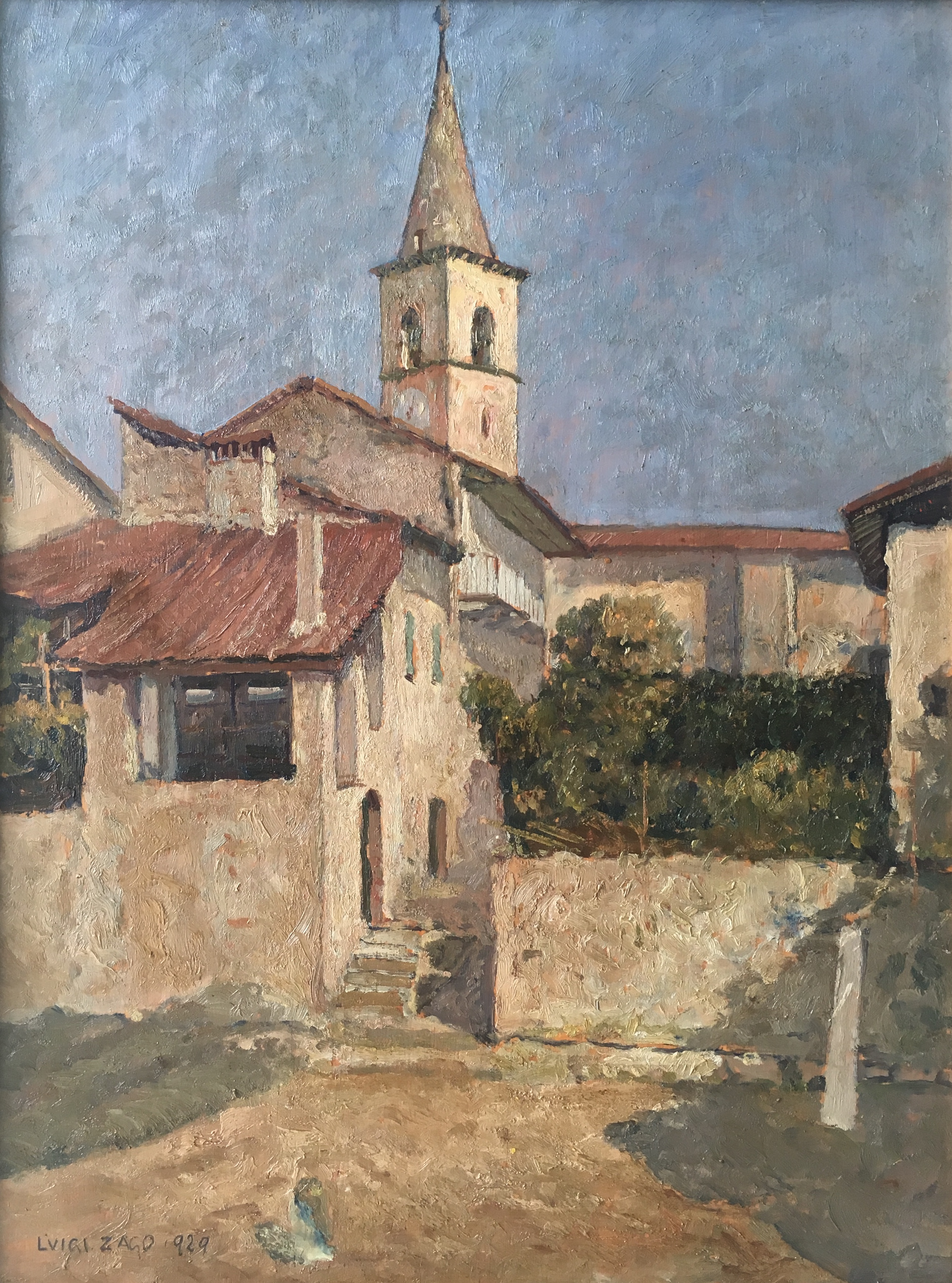
Luigi Zago, Isola Pescatori, olio su tavola, 60x55 cm

Nel 1943 una bomba colpì il suo studio di Milano e distrusse la maggior parte delle tele dipinte fino a quel momento e Luigi Zago organizzò subito dopo una mostra con i quadri che non subirono danni.
Seguirono nuove esposizioni a Biella, Milano, Bergamo e Como. Nel 1946 conseguì il 1º Premio alla “Mostra del Mare” di San Remo.
Nel 1947 la moglie Magda Martinelli partì per l’America del Sud portando con sé numerose opere di Luigi Zago, presentandole nei musei e nelle gallerie d'arte.
Nel 1949 Luigi Zago accettò l’invito delle autorità argentine a trasferirsi a Buenos Aires, iniziando già sulla nave a dipingere una serie di impressioni di viaggio che presentò appena sbarcato. Anche qui ottenne numerosi successi di critica e di pubblico e le sue mostre si susseguirono in Argentina a Rosario, Mendoza, Cordoba e a Punta del Este e Motevideo in Uruguay.
Il Governo della Provincia di Cordoba gli commissionò cinquanta tele con soggetto la città e i paesaggi della zona, tutte opere che vennero poi pubblicate nel catalogo “Cordoba y sus Sierras en su poesia de colores” una pubblicazione di cinquanta tavole a colori a memoria di quell’imponente lavoro di pittura del paesaggio.
Dopo la mostra di Cordoba, il Governo della Provincia di Misiones lo invitò a trasferirsi a Posadas, capitale di quello stato, ma prima di partire, l’8 luglio del 1952, l’artista morì improvvisamente.
Nell’agosto del 1952 la Galleria Muller di Buenos Aires organizzò una grande mostra di Luigi Zago.

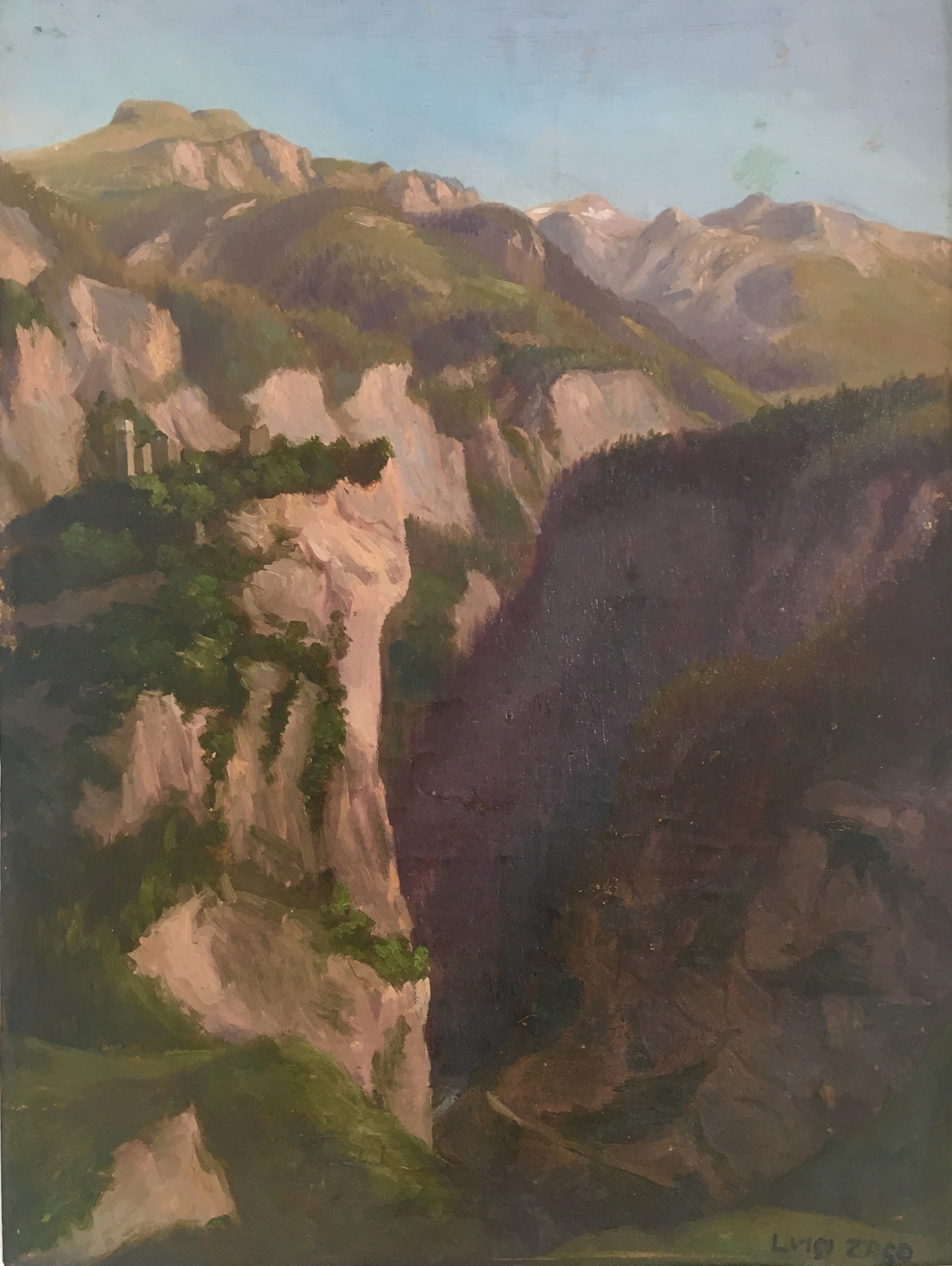
Luigi Zago, Paesaggio di montagna, olio su tavola, 43x33 cm

Le sue opere si trovano in Italia in importanti collezioni di Istituti d’Arte come la Galleria Nazionale d’Arte Moderna di Roma, il Museo del Risorgimento e la Galleria d’Arte Moderna di Milano, il Museo del Campidoglio di Roma, la Galleria d’Arte Moderna di Bologna, Modena, Novara, il Museo della Villa Reale di Monza, la Galleria d’Arte Moderna di Verona, la Pinacoteca Municipale di Treviglio, il Palazzo Confalonieri a Merate, la Galleria Reale di Londra.
Le sue opere sono conservate anche nei Musei de Bellas Artes de Buenos Aires e di Montevideo, nel Museo Juan B. Castagnino di Rosario de Santa Fe, nel Museo de Bellas Artes de Valparaíso in Cile e in molte altre collezioni e pinacoteche pubbliche e private a Cordoba, Rosario, Mendoza, Mar del Plata e Rio IV in Argentina e Santiago, Valparaíso e Vina del Mar in Cile.

## Esposizioni personali
- 1922 Treviglio, Teatro Associazioni Cattoliche
- 1924 Milano, Lyceum di Milano
- 1925 Milano, Terra Francescana, Palazzo della Permanente
- 1926 Livorno, Bottega d'Arte
- 1927 Bergamo, Mostra Permanente d'Arte
- Artgate Fondazione Cariplo - Zago Luigi, Paesaggio biellese
- 1928 Milano, Galleria Micheli

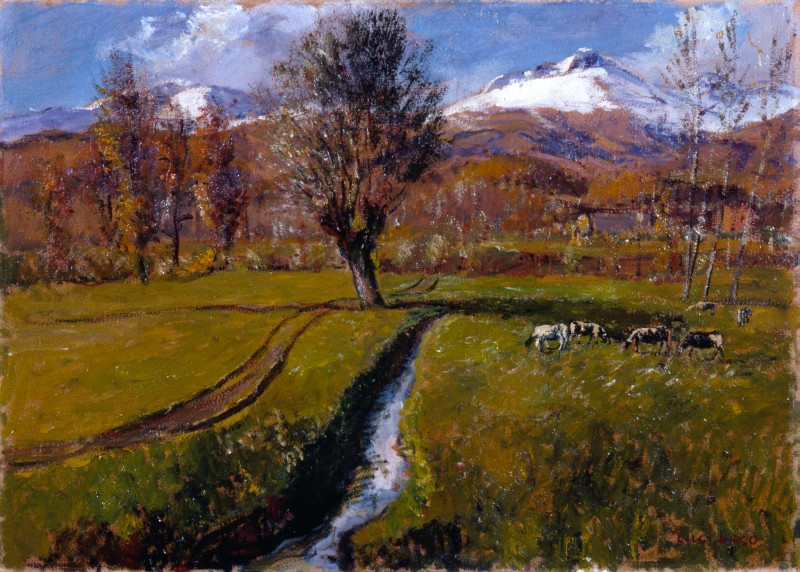
Artgate Fondazione Cariplo - Zago Luigi, Paesaggio biellese

- 1929 Lecco, Salone Società Impiegati
- 1929 Milano, Galleria Micheli
- 1929 Busto Arsizio, Bottega d'Arte
- 1930 Bergamo, Mostra Permanente d'Arte
- 1931 Lecco, Società Impiegati
- 1931 Bologna, Galleria d'Arte
- 1931 Milano, Galleria Senato
- 1931 Brescia, Galleria d'Arte di Brescia
- Artgate Fondazione Cariplo - Zago Luigi, Passo Sella in Trentino
- 1931 Bergamo, Galleria Permanente
- 1932 Milano, S.A. Galleria Milano
- 1932 Novara, Galleria Cotroney
- 1933 Brescia, Galleria d'Arte

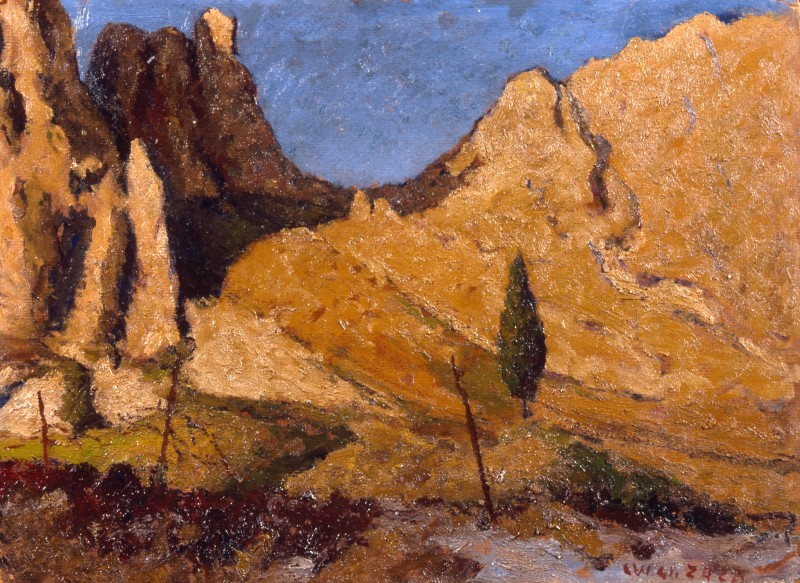
Artgate Fondazione Cariplo - Zago Luigi, Passo Sella in Trentino

- 1933 Roma, Associazione Nazionale Alpini
- 1933 Roma, Studio Jandolo
- 1934 Ferrara, Istituto di Cultura
- 1934 Cremona, Palazzo Città Nova
- 1934 Como, Bottega d'Arte
- Artgate Fondazione Cariplo - Zago Luigi, Lago di Misurina
- 1935 Bolzano, Teatro Civico

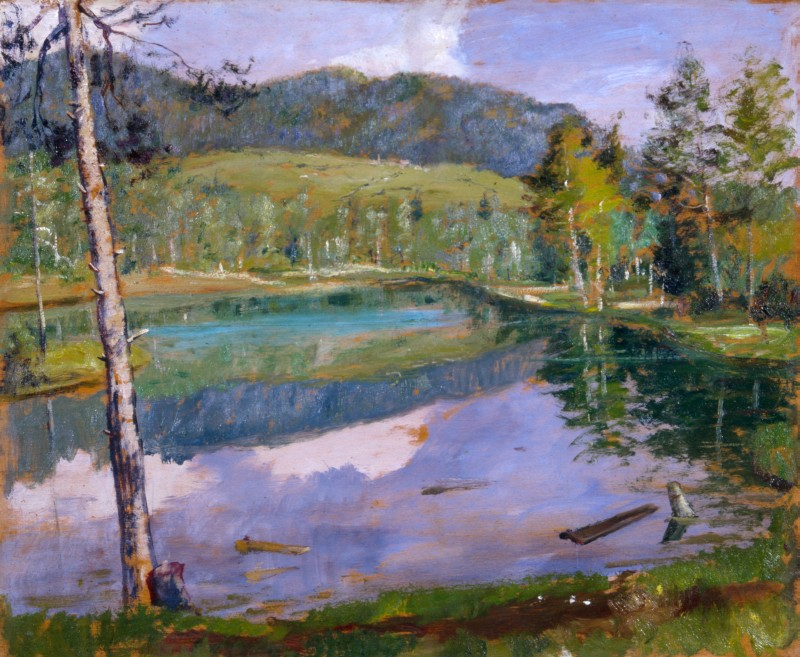
Artgate Fondazione Cariplo - Zago Luigi, Lago di Misurina

- 1936 Lecco, Azienda Autonoma di Turismo
- 1937 Gallarate, Galleria delle Arti
- 1937 Busto Arsizio, Bottega d'Arte
- 1937 Monza, Palazzo dell'Arengario
- 1937 Lecco, Società Impiegati
- 1938 Milano, Galleria Gian Ferrari
- 1938 Bergamo, Galleria "Pro Arte"
- 1938 Vicenza, Palazzo Porto-Colleoni
- 1938 Milano, locali dell'ex. Politecnico
- Artgate Fondazione Cariplo - Zago Luigi, Sentiero solitario a Pescarenico

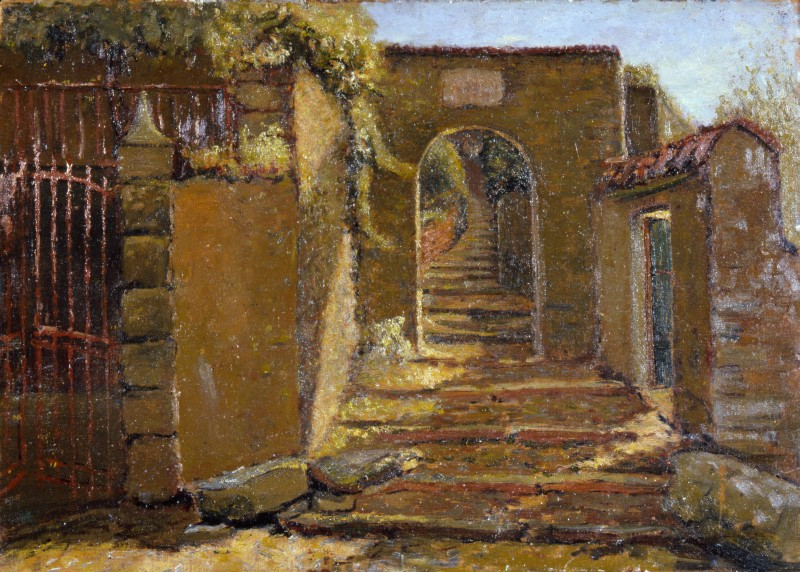
Artgate Fondazione Cariplo - Zago Luigi, Sentiero solitario a Pescarenico

- 1938 Pavia, Civico Teatro Franceschini
- 1939 Vigevano, Circolo del Littorio
- 1939 Varese, Palazzo Castiglioni
- 1939 Biella, Salone M. Gioda
- 1939 Vicenza, Associazione d'Artisti
- 1940 Lecco, Salone "Pro Loco"
- 1940 Como, Teatro Sociale
- !940 Chiari, Salone della Consulta
- 1941 Monza, Salone dell'Arengario
- Artgate Fondazione Cariplo - Zago Luigi, Rifugio di pace

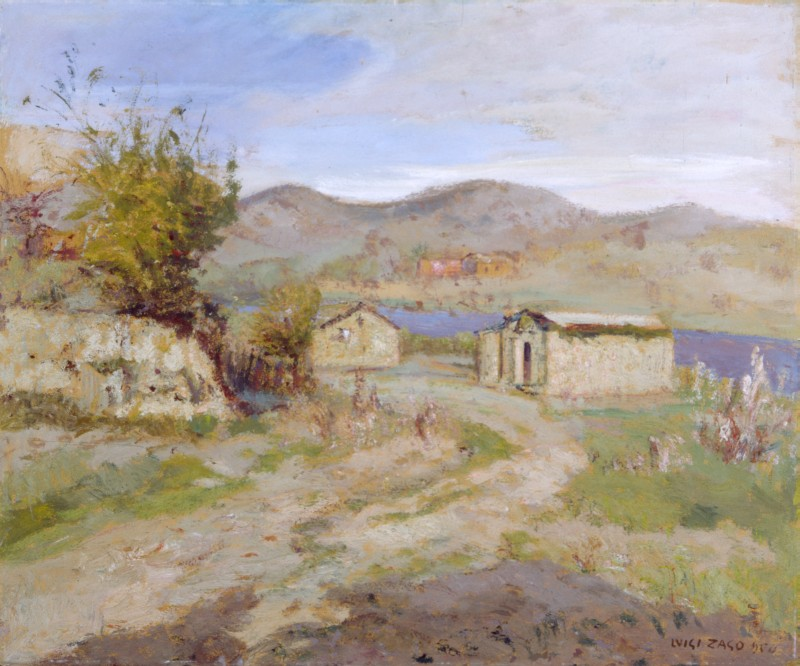
Artgate Fondazione Cariplo - Zago Luigi, Rifugio di pace

- 1942 Lecco, Azienda Autonoma del Turismo
- 1943 Milano, Galleria Ranzini
- 1943 Biella, Galleria Ronco
- 1943 Milano, Galleria Italiana d'Arte
- 1943 Bellaggio, Villa Serbelloni
- 1943 Milano, Galleria Italiana d'Arte
- 1944 Parma, Galleria d'Arte
- 1944 Biella, Galleria Garabello
- 1945 Milano, Galleria Italiana d'Arte
- 1946 Bergamo, Galleria Bergamo
- Artgate Fondazione Cariplo - Zago Luigi, Spiaggia a Montevideo in Uruguay
- 1947 Como, Galleria d'Arte Alessandro Gazzo

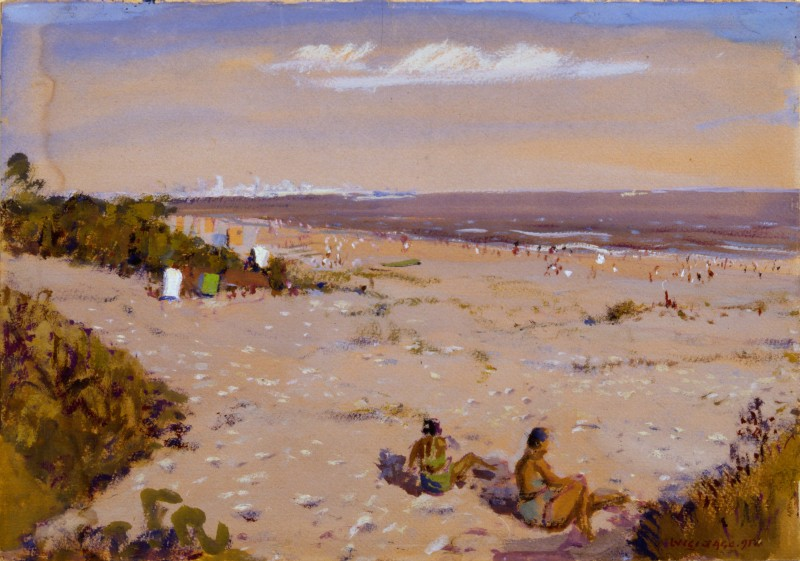
Artgate Fondazione Cariplo - Zago Luigi, Spiaggia a Montevideo in Uruguay

- 1947 Buenos Aires, Galleria Peuser
- 1947 Buenos Aires, Salone Richmond
- 1947 Rosario, Galleria Fedelibus
- 1947 Cordoba, Salon l'Oriental
- 1947 Mendoza, Galleria Giménez
- 1948 Vallemosso, Unione S. Vallestrona
- 1948 Legnano, Palazzo del Grattacielo
- 1948 Viña del Mar, Palacio de Bellas Artes
- 1948 Santiago del Cile, Sala del Banco de Chile
- Artgate Fondazione Cariplo - Zago Luigi, Giardino tropicale a Mar del Plata
- 1949 Cordoba, Galleria Delacroix

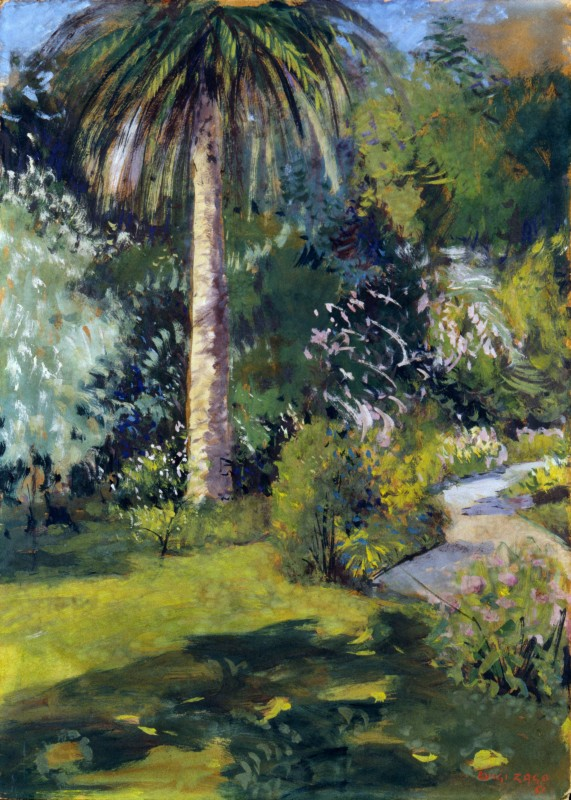
Artgate Fondazione Cariplo - Zago Luigi, Giardino tropicale a Mar del Plata

- 1949 Buenos Aires, Galleria Cavallotti
- 1949 Rio IV, Salone Jockey Club
- 1950 Punta del Este, Hotel San Rafael
- 1950 Montevideo, Galleria d'Arte Sureña
- 1950 Buenos Aires, Galleria d'Arte Van Riel
- 1950 Rosario de Santa Fe, Galleria Renom
- 1950 Cordoba, Galleria Delacroix
- 1950 Mendoza, Galleria Giménez
- 1951 Viña del Mar, Salon O'Higgins
- 1951 Punta del Este, Salon San Rafael
- 1951 Mar del Plata, Salon Nogarò
- 1951 Buenos Aires, Galleria Peuser
- 1951 Buenos Aires, Salon Casa de Cordoba
- Artgate Fondazione Cariplo - Zago Luigi, Poesia - Pre Ande a Mendoza

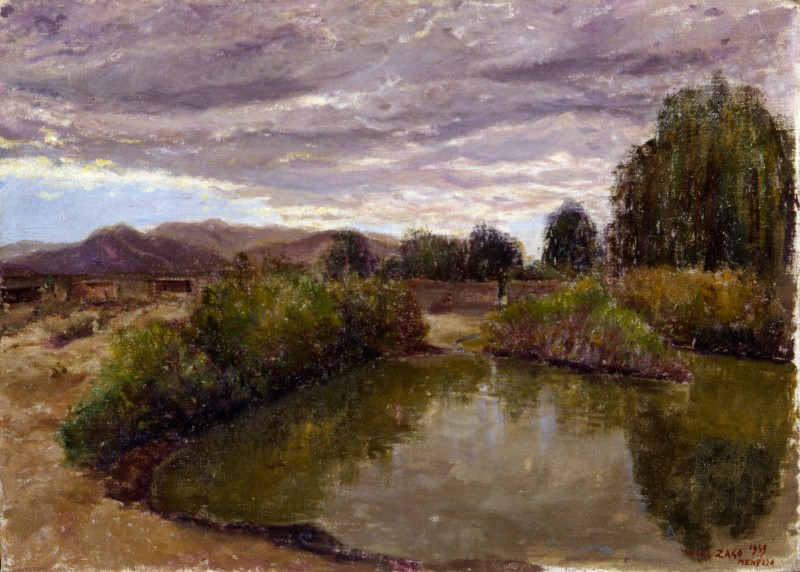
Artgate Fondazione Cariplo - Zago Luigi, Poesia - Pre Ande a Mendoza

- 1951 Rosario de Santa Fe, Galleria Renon
- 1952 Mar del Plata, Salon de Arte Hotel Provincial
- 1952 Buenos Aires, Casa de la Provincia de Buenos Aires
- 1952 Buenos Aires, Galleria Müller
- 1952 Rosario, Galleria Renòm
- 1953 Biella, Galleria Garabello
- 1953 Verona, Palazzo della Gran Guardia
- 1953 Treviglio, Salone Scuole Ing. G. Rossi
- 1953 Bergamo, Galleria Permanente d'Arte
- 1953 Villafranca di Verona, Palazzo delle Scuole
- 1954 Milano, Galleria Cardusio
- 1957 Cordoba, Sociedad Dante Alighieri
- 1957 Buenos Aires, Galleria Peuser
- 1958 Mar del Plata, Salon Nogarò
- 1958 Buenos Aires, Galleria Peuser
- 1959 Mar del Plata, Salon de Arte H. Provincial
- 1963 Verona, Casa di Giulietta - Comune di Verona
- 1965 Lecco, Torre Viscontea
- 1965 Treviglio, Salone Casa dell'Agricoltore
- 1966 Milano, Museo di Storia Contemporanea
- 1966 Villafranca di Verona, Palazzo delle Mostre
- 1966 Chiari, Palazzo Grand'Ufficiale A. Noro
- 1967 Piacenza, Sala d'Arte 14
- 1967 Buenos Aires, Galeria de Arte Don Quijote
- 1967 Mar del Plata, Galleria d'Arte Rubinstein
- 1969 Bergamo, Galleria d'Arte dei Mille
- 1972 Lecco, Salone del Partito Liberale Italiano
- 1976 Lecco, Torre Viscontea
- 1977 Milano, Museo di Storia Contemporanea
- 1986 Villafranca di Verona, Palazzo Gandini Bugna - Bottagisio

## Esposizioni Collettive
- 1918 Esposizione d'Arte, Museo Civico, Verona
- 1921 Esposizione d'Arte della Società Belle Arti di Verona, Gran Guardia, Verona
- 1924 Mostra di Primavera di Pittura e Scultura, Livorno
- 1925 Terza Biennale Romana, Esposizione Internazionale di Belle Arti, Roma
- 1925 Prima Esposizione Fiumana di Belle Arti, Municipio di Fiume
- 1925 Seconda Esposizione Internazionale dell'Acquarello, Palazzo della Permanente, Milano
- 1925 Esposizione Quadriennale di Torino
- 1927 Esposizione Nazionale d'Arte 1927, Accademia di Brera, Palazzo della Permanente, Milano
- 1928 Mostra d'Arte al Rimbalzello, Gardone
- 1928 XVI Esposizione Internazionale d'Arte, Biennale di Venezia
- 1928 Mostra Regionale d'Arte Lombarda, Palazzo della Permanente, Milano
- 1929 IIª Mostra del Novecento Italiano, Milano
- 1929 Mostra del 900, Gallarate
- 1929 Mostra Nazionale d'Arte, Stresa
- 1930 XVII Esposizione Internazionale d'Arte, Biennale di Venezia
- 1939 Mostra Nazionale del Paesaggio Italiano, Bergamo
- 1940 XXII Esposizione Internazionale d'Arte, Biennale di Venezia
- 1941 III Mostra Nazionale Belle Arti, Palazzo dell'Arte, Milano
- 1942 XII Mostra Interprovinciale, Palazzo della Permanente, Milano
- 1946 Premio Nazionale del Mare, San Remo
- 1947 Mostra della Montagna, Milano
- 1948 Quinquennale di Lecco, Mostra del Paesaggio Lecchese, Lecco
- 1948 Venezia vista da pittori diversi, Milano
- 2006 La natura tra percezione e memoria, Palazzo Bottagisio, Villafranca di Verona